# Jean-Joseph d'Apcher
Jean Joseph de Châteauneuf-Randon d'Apchier, ou Jean-Joseph d'Apchier, né le 3 juin 1748 au château de Besque à Charraix (Haute-Loire) et mort le 2 novembre 1798 à Barcelone, est un noble français, député démissionnaire de la noblesse du Gévaudan lors de l'élection de l'Assemblée Constituante.
Il est principalement connu pour avoir organisé la chasse du 19 juin 1767, durant laquelle Jean Chastel tue la bête du Gévaudan.

## Biographie
Jean-Joseph de Châteauneuf-Randon est le fils de Joseph de Châteauneuf-Randon, comte d'Apchier, et d'Antoinette de La Rochefoucauld (la sœur du cardinal de La Rochefoucauld).
Il porte le titre de marquis d'Apchier, comte de Besque, baron de Saint-Vidal, baron de la Garde, de Thoras, de Cenaret, seigneur de la Clauze, de Saint-Préjet, de Verdun, de Clavière. Il a eu un frère, Dominique Claude, chevalier de l'ordre de Saint-Jean de Jérusalem, décédé en 1756.

### La Bête du Gévaudan

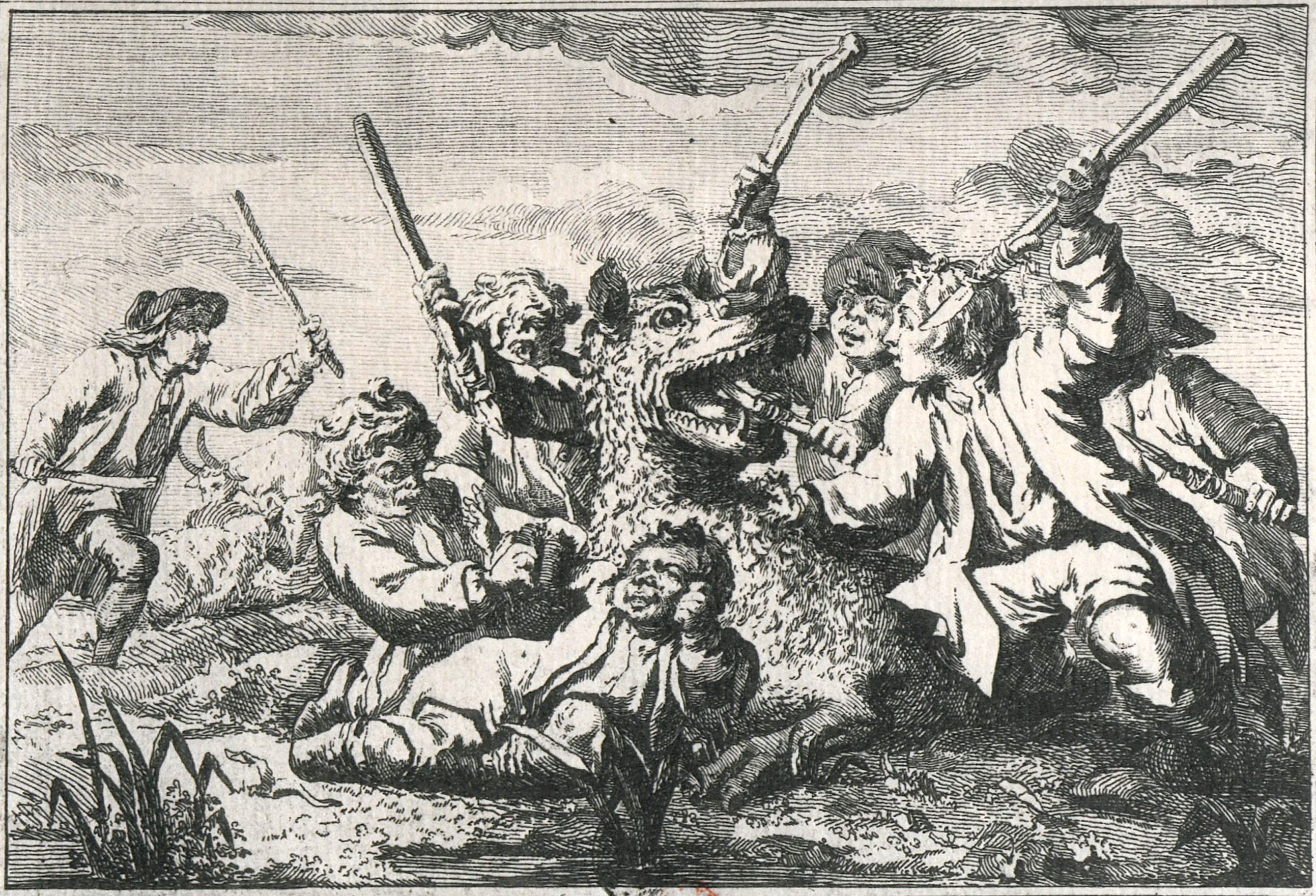
Des enfants affrontent la Bête du Gévaudan. Bibliothèque nationale, Histoire de France, 1764.

En 1764 apparaît en Gévaudan un animal inconnu qui attaque les paysans. La Bête sème la terreur dans le pays, principalement dans les montagnes de la Margeride. L'antique château d'Apcher, fief de cette puissante baronnie, est à égale distance de Saint-Chély-d'Apcher et du Malzieu. Le jeune marquis d'Apchier n'a que 17 ans. Et pourtant, en voyant toutes ces familles endeuillées, il va montrer une grande détermination à chasser le monstre.
Le 18 juin 1767, apprenant que la Bête a été vue dans les paroisses de Nozeyrolles et de Desges, le marquis décide de mener une battue sur le mont Mouchet, dans le bois de la Ténazeyre (Ténazeire ou Ténezère). Dans la nuit, il poste un groupe de chasseurs pour encercler la forêt. Parmi eux Jean Chastel, paysan réputé excellent chasseur. Le 19, à 10 heures du matin, Chastel abat un animal de grande taille ressemblant à un loup, au lieu-dit la « Sogne d’Auvers » (Auvers). « (Jean Chastel) tomba (la Bête) d’un coup de fusil qui le blessa à l’épaule. Elle ne bougea guère et d’ailleurs fut assaillie de suite d’une troupe de bons chiens de chasse de M. d’Apcher  ». Depuis, les attaques cessèrent entièrement.
La Bête est alors portée au château de Besque, vers Charraix, résidence du jeune marquis d'Apcher. De nombreux témoignages de victimes d'attaques reconnaissent l'animal. Jean-Joseph d'Apcher mande alors un domestique, le dénommé Gilbert, de l'emporter à Versailles pour la montrer au Roi. La légende veut que Jean Chastel l'accompagnait, et que Louis XV l'aurait dédaigneusement chassé devant la puanteur dégagée par la charogne empaillée (l’apothicaire s'étant en effet juste contenté de vider les entrailles et de les remplacer par de la paille). Cette histoire est remise en cause par une récente étude sur le témoignage du domestique du marquis d'Apcher, datant de 1809 :
« Gibert arrive enfin à Paris, va séjourner à l’hôtel de M. de la Rochefoucault à qui il remit en même temps une lettre dans laquelle M. d’Apchier priait le seigneur d’informer le roi de la délivrance heureuse du monstre (…) Le roi se trouvait pour lors à Compiègne et, d’après la nouvelle qu’on lui apprenait, il donna ordre à M. de Buffon de visiter et d’examiner cet animal. Ce naturaliste, malgré le délabrement où l’avaient réduit les vers et la chute de tous les poils, suite des chaleurs de la fin de juillet et du commencement d’août, malgré encore la mauvaise odeur qu’il répandait, après un examen sérieux, jugea que ce n’était qu’un gros loup (…) Dès que M. de Buffon eut fait l’examen de cette bête, Gibert se hâta de la faire enterrer à cause de sa grande puanteur et il dit en avoir été tellement incommodé qu’il en fut malade à garder le lit pendant plus de 15 jours à Paris. Il se ressentit de cette maladie plus de 6 ans et il attribua même à cette mauvaise odeur qu’il respira pendant si longtemps la mauvaise santé dont il a toujours joui depuis cette époque ».
L'ancien hôtel de la Rochefoucault (situé rue de Seine), où a donc été enterrée la Bête du Gévaudan, a été démoli en 1825,,.

### Vie et carrière militaire

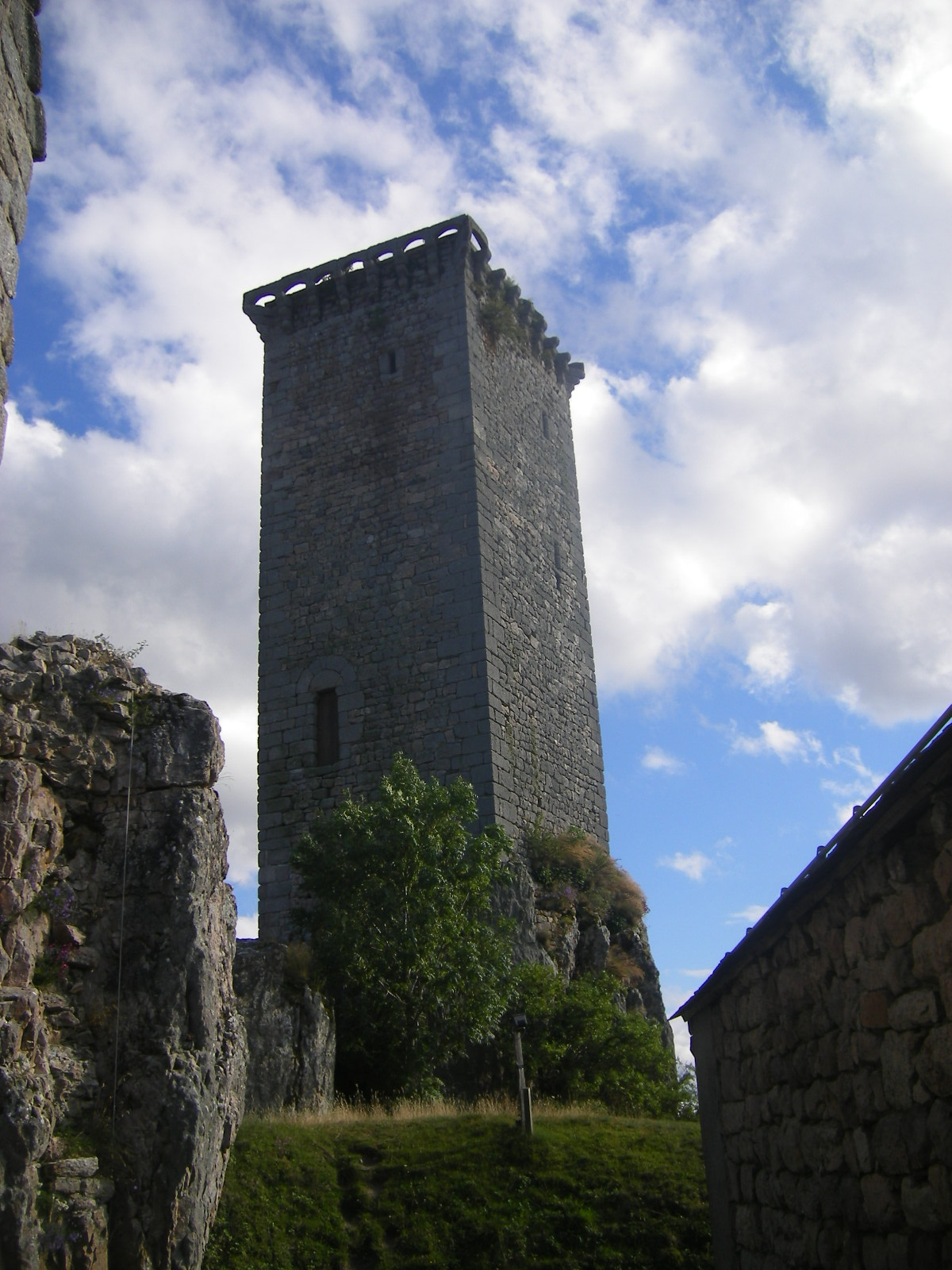
Le donjon de l'antique château d'Apcher

Quelques mois après la mort de la Bête du Gévaudan, Jean-Joseph de Châteauneuf-Randon épouse, à Langeac, Marie-Marguerite-Henriette de Rochefort d'Ally, alors âgée de 17 ans,. 
De leur union naissent trois enfants :
- Joseph Elzéar Charles (1775-1813).
- Barbe Françoise Irène (1777-?), mariée en 1795 avec un commissaire-ordonnateur des guerres (René-Denis le Maugin, ordonnateur en chef de la 27e division militaire)[12].
- Charles Nicolas Auguste (1780-1836).

Le marquis d'Apcher devient colonel du régiment de gendarmes de Lunéville, puis obtient le grade de maréchal de camp et devient Chevalier de l'Ordre royal et militaire de Saint-Louis. À la mort de son père, il hérite du titre de comte d'Apcher. Son épouse, Henriette, meurt en 1782. En mars 1789, Jean-Joseph est élu député du Gévaudan pour représenter la noblesse à l'Assemblée Constituante. Il démissionne rapidement, et c'est son suppléant, et (lointain) cousin, Alexandre de Chateauneuf-Randon du Tournel qui le remplace. Une nuit, il est arrêté durant la Terreur et conduit en prison. Mais il est libéré sur pression des communes de Saugues et de Cubelles.
Révolté par la nouvelle politique de la France, Jean-Joseph d'Apcher s'exile pour s'installer en Espagne avec son premier fils, Joseph Elzéar. Après un second mariage, il y meurt le 2 novembre 1798 à 50 ans. Il est enterré à la basilique Santa Maria del Pi.

## Cinéma et télévision
- Jérémie Renier et Jacques Perrin prêtent leur traits au marquis d'Apcher, à deux périodes différentes de sa vie, dans Le Pacte des loups de Christophe Gans (2001). Jean-Joseph est renommé « Thomas ».
- Dans le téléfilm La Bête du Gévaudan de Patrick Volson (2003), c'est Maxime Leroux qui incarne le « Marquis d'Apché ». Le comédien avait 52 ans à l'époque du tournage; ce qui ne correspond pas au vrai marquis qui n'avait pas encore ses 20 ans en 1767.